# Liste der Bürgermeister von Providence

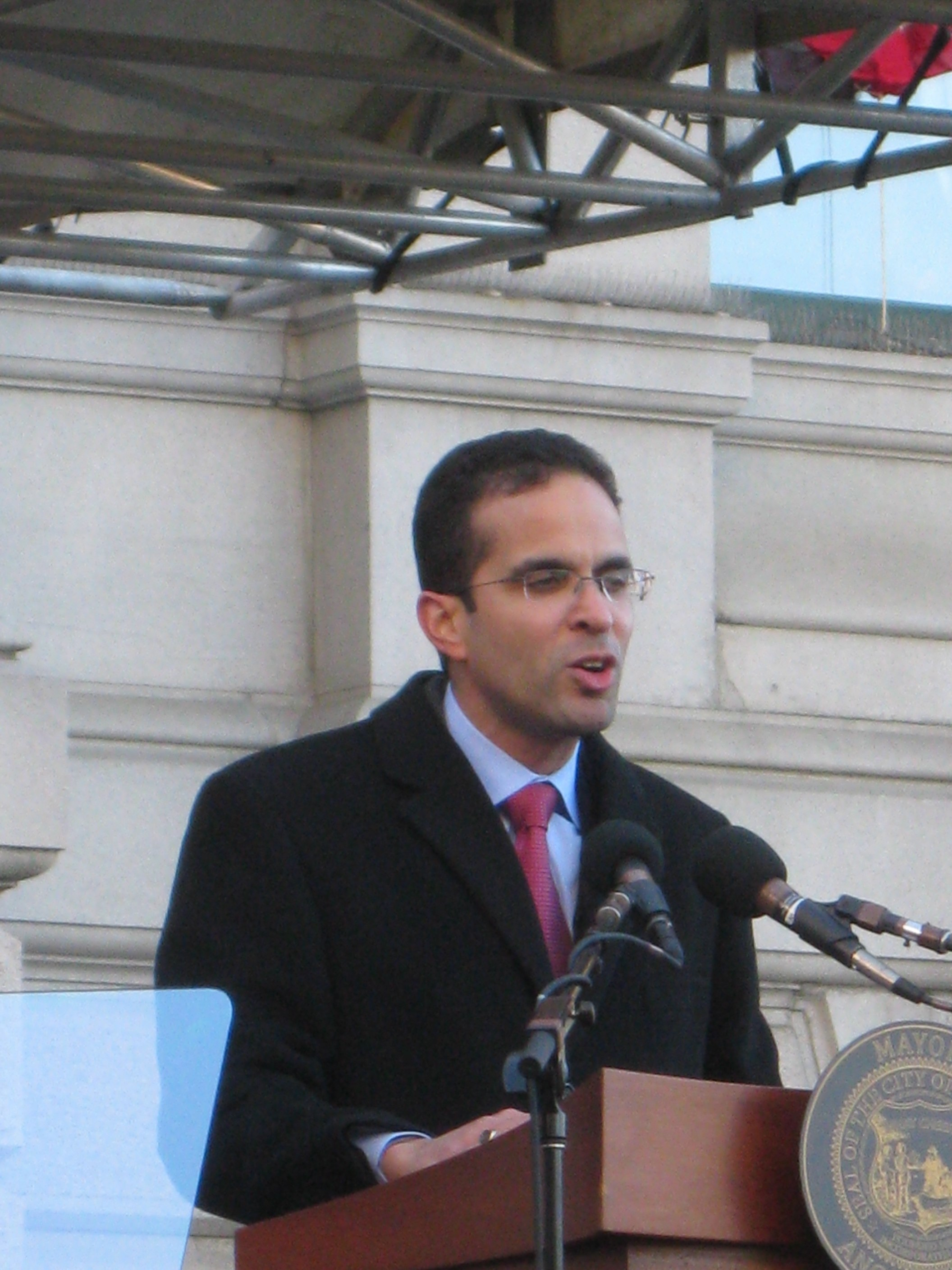
Angel Taveras, derzeitiger Bürgermeister von Providence

Diese Liste führt alle Bürgermeister von Providence im US-Bundesstaat Rhode Island seit 1832 auf.
| Bürgermeister        | Amtszeit                   | Partei                 |
| -------------------- | -------------------------- | ---------------------- |
| Samuel W. Bridgham   | Juni 1832–Dezember 1840    |                        |
| Thomas M. Burgess    | Februar 1841–Juni 1852     |                        |
| Amos C. Barstow      | Juni 1852–Juni 1853        |                        |
| Walter R. Danforth   | Juni 1853–Juni 1854        |                        |
| Edward P. Knowles    | Juni 1854–Juni 1855        |                        |
| James Y. Smith       | Juni 1855–Juni 1857        | Republikanische Partei |
| William M. Rodman    | Juni 1857–Juni 1859        |                        |
| Jabez C. Knight      | Juni 1859–Juni 1864        |                        |
| Thomas A. Doyle      | Juni 1864–Juni 1869        |                        |
| George L. Clarke     | Juni 1869–Juni 1870        |                        |
| Thomas A. Doyle      | Juni 1870–Juni 1881        |                        |
| William S. Hayward   | Januar 1881–Januar 1884    |                        |
| Thomas A. Doyle      | Januar 1884–Juni 1886      |                        |
| Gilbert F. Robbins   | Juni 1886–Januar 1889      |                        |
| Henry R. Barker      | Januar 1889–Januar 1891    |                        |
| Charles S. Smith     | Januar 1891–Januar 1892    |                        |
| William K. Potter    | Januar 1892–Januar 1894    |                        |
| Frank F. Olney       | Januar 1894–Januar 1896    |                        |
| Edwin D. McGuinness  | Januar 1896–Januar 1898    | Demokratische Partei   |
| William C. Baker     | Januar 1898–Januar 1901    | Demokratische Partei   |
| Daniel L. D. Granger | Januar 1901–Januar 1903    | Demokratische Partei   |
| Augustus S. Miller   | Januar 1903–September 1905 | Demokratische Partei   |
| Elisha Dyer Jr.      | Januar 1906–November 1906  | Republikanische Partei |
| Patrick J. McCarthy  | Januar 1907–Januar 1909    | Demokratische Partei   |
| Henry Fletcher       | Januar 1909–Januar 1913    | Republikanische Partei |
| Joseph H. Gainer     | Januar 1913–Januar 1927    | Demokratische Partei   |
| James E. Dunne       | Januar 1927–Januar 1939    | Demokratische Partei   |
| John F. Collins      | Januar 1939–Januar 1941    | Republikanische Partei |
| Dennis J. Roberts    | Januar 1941–Januar 1951    | Demokratische Partei   |
| Walter H. Reynolds   | Januar 1951–Januar 1965    | Demokratische Partei   |
| Joseph A. Doorley    | Januar 1965–Januar 1975    | Demokratische Partei   |
| Buddy Cianci         | Januar 1975–April 1984     | Republikanische Partei |
| Joseph R. Paolino    | April 1984–Januar 1991     | Demokratische Partei   |
| Buddy Cianci         | Januar 1991–September 2002 | Unabhängig             |
| John J. Lombardi     | September 2002–Januar 2003 | Demokratische Partei   |
| David Cicilline      | Januar 2003-Januar 2011    | Demokratische Partei   |
| Angel Taveras        | seit Januar 2011           | Demokratische Partei   |